# АЕС Іґнеада
АЕС «Іґнеада» — проєкт будівництва атомної електростанції (АЕС) у Туреччині на березі Чорного моря в ільче Ігнеада (тур. İğneada, İğneada) мулу Киркларелі (тур. Kırklareli). Станція має стати третьою АЕС у країні, після АЕС «Аккую» та АЕС «Сіноп».
У 2014 році Туреччина підписала угоду з китайською SNPTC та американською Westinghouse про початок ексклюзивних переговорів щодо будівництва АЕС із чотирма енергоблоками із загальною потужністю 5200 МВт на водо-водяних реакторах (PWR) покоління "III+" (три плюс) — AP1000 і CAP. Проєкт охоплює весь виробничий цикл, зокрема спорудження енергоблоків, забезпечення ядерним паливом та його утилізацію, технічне обслуговування.
Вибраний майданчик для будівництва розташований за 10 км від кордону з Болгарією. З погляду сейсмостійкості, це один із найбезпечніших регіонів країни.Ігнеада була першим кандидатним майданчиком, обраним у ході ранніх спроб Туреччини обзавестися власною атомною енергетикою. Близькість Ігнеади до Стамбула (250 км) має як позитивні, і негативні риси, і всі наслідки від будівництва тут станції були уважно вивчені.
Запуск станції був запланований на 2023 рік, проте в даний час просування проєкту зупинено. Увага керівництва країни була переключена на будівництво АЕС «Аккую» та «Синоп».